# Ray Charles
Ray Charles Robinson (Albany, Georgia; 23 de septiembre de 1930-Beverly Hills, California; 10 de junio de 2004), más conocido como Ray Charles, fue un cantante, compositor y pianista estadounidense. Se le considera uno de los cantantes más icónicos e influyentes de la historia de la música, conocido a menudo por sus contemporáneos como "El Genio". Entre sus amigos y compañeros músicos prefería que le llamaran «Hermano Ray». Charles se quedó ciego durante la infancia, posiblemente debido a un glaucoma.
Pionero de la música soul por la combinación del blues, rhythm and blues y el góspel, Charles contribuyó a la integración de diferentes músicas durante los años cincuenta y sesenta con sus exitosas producciones primero en Atlantic Records y luego en ABC Records. Su álbum de 1962 Modern Sounds In Country And Western Music se convirtió en su primer trabajo en encabezar la lista Billboard 200 y es ampliamente considerado uno de los mejores discos de música popular. En los años siguientes, Charles tuvo numerosos sencillos que alcanzaron el Top 40 en varias listas de Billboard: 44 en la lista de sencillos de R&B, 11 en la lista de sencillos Hot 100, 2 en las listas de sencillos de Hot Country. Mientras estuvo con ABC Records, fue uno de los primeros músicos afroamericanos en tener control artístico en la compañía para la cual grababa.
Charles citaba a menudo a Nat King Cole como su primera influencia, pero su música también estuvo influida por Louis Jordan y Charles Brown. Frank Sinatra se refirió a él como: "El único verdadero genio en la industria musical", aunque Charles minimizó esta opinión.
Por sus contribuciones musicales, Charles recibió un homenaje del Kennedy Center Honors, la National Medal of Arts y el Polar Music Prize. Fue uno de los miembros inaugurales del Salón de la Fama del Rock and Roll en 1986. Ganó 18 premios Grammy (5 de manera póstuma), entre ellos, el premio Grammy a la Carrera Artística otorgado en 1987. Diez de sus grabaciones han sido incluidas en el Salón de la Fama de los Grammy. En 2022, fue incluido en el Salón de la Fama de la Música Country, así como en el Paseo de la Fama de la Música Negra y el Entretenimiento en Atlanta, Georgia.
En 2004, la revista Rolling Stone lo colocó en el puesto #10 en su lista de los "100 grandes artistas de todos los tiempos", y en el #2 en la lista de "  los 100 cantantes de rock más grandes de todos los tiempos" de 2008. Charles fue famoso además por ser ciego desde la niñez y, pese a ello, tocar el piano con maestría. En 2004 se estrenó la película Ray sobre su vida, dirigida por Taylor Hackford y protagonizada por Jamie Foxx.

## Biografía
Charles nació el 23 de septiembre de 1930 en Albany, Georgia, hijo de Bailey Robinson, obrero, y Aretha (o Reatha) Robinson (de soltera Williams), lavandera, de Greenville, Florida. 
Charles comenzó a perder la visión a los 4 ó 5 años y para los 7 años de edad ya había quedado ciego completamente, aparentemente a causa de un glaucoma, de acuerdo a la evaluación de los oftalmólogos de la época. Cuando todavía era un niño su familia se mudó a una comunidad de muy pocos recursos en Greenville, Florida, donde comenzó a mostrar interés por la música. Desde 1937 y hasta 1945 tomó clases en la Escuela de Sordos y Ciegos de la Florida, en la ciudad de San Agustín, donde comenzó a desarrollar sus habilidades musicales. 
Aunque lo que más aprendía en la escuela era música clásica, mostró interés por el jazz y el blues cuando escuchaba la radio. Ray, que empezó a tocar muy bien el piano, practicaba todos los días después de clase, hasta que se convirtió en "el mejor músico de la escuela", no sólo con el piano, sino también como cantante, tocando el saxofón y también el trombón.

## Trayectoria
A finales de la década de 1940, consiguió colocar un disco en las listas de su país, y en 1951 obtuvo su primer top 10, gracias a «Baby, Let Me Hold Your Hand». Fue criticado por cantar canciones góspel con letras populares, aunque hay una gran tradición al poner letras religiosas a canciones y viceversa. Thomas A. Dorsey, uno de los fundadores de la música góspel, por ejemplo, también tuvo una carrera significativa en la música popular. Solomon Burke y Little Richard incluso se movieron entre los dos estilos.
Se casó dos veces, la primera con Eileen Williams en 1951. En 1952 se divorciaron. La segunda vez contrajo matrimonio con Della Beatrice Howard Robinson en 1955. El matrimonio duró hasta 1977. Tuvo en total 12 hijos de 9 relaciones diferentes: Alfonsina Charles, Evelyn Robinson, Sheila Raye Charles, Ryan Corey Robinson, Robyn Moffett, Raenee Robinson, Vincent Kotchounian, David Robinson, Robert Robinson, Ray Charles Robinson, Jr., Charles Wayne Hendricks, Reatha Butler y Alexandra Bertrand.
Después de una aparición en el Newport Jazz Festival logró un éxito importante con «(The Night Time is) The Right Time» y su canción más popular de 1959 «What'd I Say». La esencia de esta fase de su carrera se puede escuchar en su álbum en vivo Ray Charles en Persona, grabado ante una gran audiencia afroamericana en Atlanta en 1959. De esta canción se derivaron una serie de versiones por diversos grupos de la época e inclusive en español.
Integró a su banda a las The Raelettes ("Las Chicas de Ray"), un grupo de tres chicas que ya antes se llamaban The Cookies. Así mismo, también sumó a su banda a una cantante soprano extra llamada Mary Ann Fisher.
Comenzó a ir más allá de los límites de su síntesis blues gospel mientras seguía con Atlantic, que ahora lo llamaba El Genio. Grabó con muchas orquestas y muchos artistas de jazz como Milt Jackson e incluso hizo su primer cover de música country con «I'm Movin' On», de Hank Snow.

### Primeros Número Uno enBillboard
Luego, se cambió a ABC Records. En ABC, Charles tuvo mucho control sobre su música y extendió su enfoque no en proyectos laterales experimentales sino con música pop, dando como resultado la canción «Unchain My Heart» y el #1 en los listados de Billboard, «Hit the Road, Jack». En 1962, Charles sorprendió a su nueva audiencia externa con su importante álbum Modern Sounds in Country and Western Music, que incluye los temas «I Can't Stop Loving You» y «You Don't Know Me». Esto fue seguido por una serie de éxitos, incluyendo «You Are My Sunshine», «Crying Time», «Busted» y «Unchain My Heart».
En 1961, Charles canceló un concierto programado en el Bell Auditorium en Augusta, Georgia, para protestar por las ubicaciones segregadas del público. Contrario a lo que la película biográfica de Ray dice, Charles no fue vetado en Georgia, aunque tuvo que pagar la compensación del promotor. Ese mismo año hizo un dueto en un álbum con la vocalista de jazz Betty Carter.

### Arresto
En 1965, Charles fue arrestado por posesión de heroína, a la que fue adicto durante 17 años. Fue su tercer arresto por el delito, pero pudo evitar ir a prisión después de dejar el hábito en una clínica en San Francisco, California. Pasó un año en libertad condicional y realizó el «Let's Go Get Stoned» de Ashford y Simpson (1967).

### Actuaciones en vivo

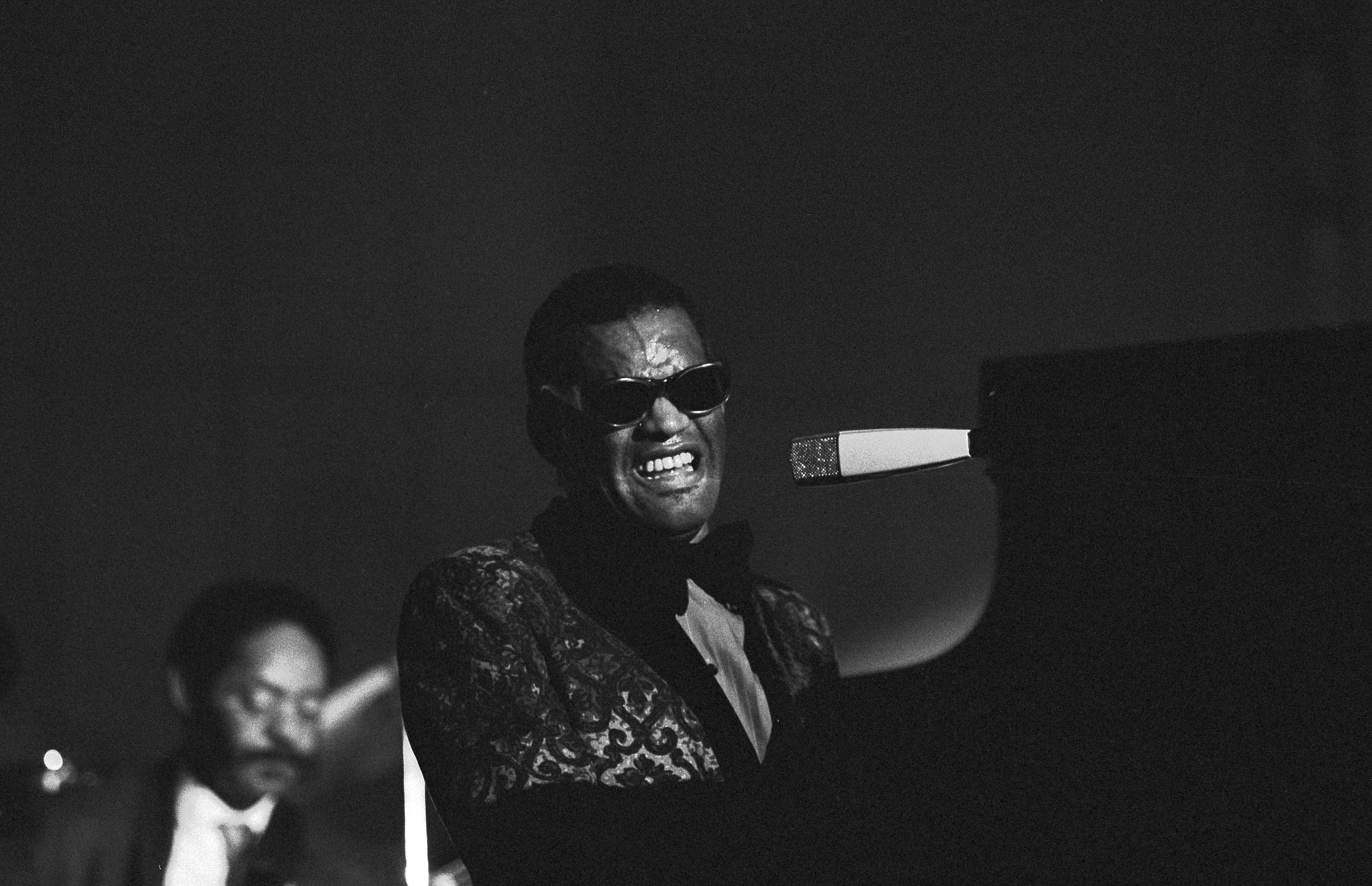
Charles en 1971

Después de 1970, Charles realizó lo que sería un éxito o su pérdida, con algunos éxitos populares y trabajos aclamados por la crítica y alguna música que fue desechada. Se concentró en espectáculos en vivo, aunque su versión de «Georgia on my Mind», una canción originalmente escrita para una chica llamada Georgia, fue un éxito y pronto fue proclamada como la canción por excelencia de Georgia el 24 de abril de 1979, con la aparición de Charles en el piso de la legislatura del estado. Incluso tuvo éxito con su única versión de «America the Beautiful». En 1980, Charles hizo una breve aparición en The Blues Brothers y años más tarde en su secuela Blues Brothers 2000. También hizo repetidas apariciones en Plaza Sésamo y en el Show de los Muppet.
En 1985, «The Night Time is the Right Time» fue usada en el episodio «Happy Anniversary» de The Cosby Show. Los actores usaron la canción para mostrar un canto popular que aumentó el índice de audiencia del show. En 1986, colaboró con Billy Joel en «Baby Grand» para el álbum The Bridge y participó en USA for África. En 1987, Charles apareció en el episodio «Hit the Road, Chad» de Who's the Boss, con la canción «Always a Friend». También apareció muchas veces en el espectáculo The Nanny, tocando con el personaje de Yetta (Ann Guilbert). La nueva colección de Charles con el público ayudó a una campaña de la Pepsi dietética. En su campaña publicitaria más exitosa, Charles popularizó la frase «You've got the right one, baby!». A la altura de esta fama reencontrada a comienzos de los 90, Charles invitó vocalistas para algunos proyectos. Esto incluía a la canción de INXS «Please (You've Got That...)», en el Full Moon, Dirty Hearts, así como la canción «Designing Women» en su sexta sesión. También apareció (con Chaka Khan) con su viejo amigo Quincy Jones en el éxito «I'll Be Good To You» de 1990. En 2004 Charles realizó un álbum de duetos, Genius Loves Company, que fue nominado en los premios Grammy a mejor álbum vocal pop, álbum del año y canción del año, ganando a álbum del año y canción del año. Un dueto con Norah Jones, «Here We Go Again», fue nominado a mejor canción.
En 1996, Ray Charles hizo un cameo en la película Spy Hard, dirigida por Rick Friedberg, titulada en España 'Espía como puedas'.

### Fallecimiento

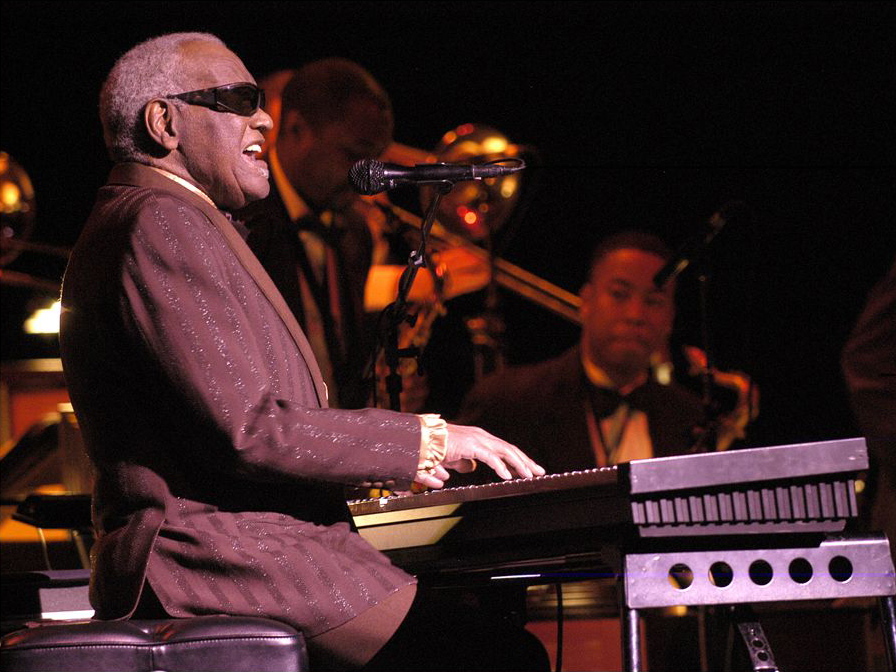
Charles presentándose en el Festival Internacional de Jazz de Montreal en 2003.

Charles falleció a la edad de 73 años, el 10 de junio de 2004 en su casa de California a causa de una complicación en la grave dolencia hepática que sufría desde hacía tiempo. Sus restos se encuentran en el Cementerio Inglewood Park de Los Ángeles, California.

## Premios y reconocimientos

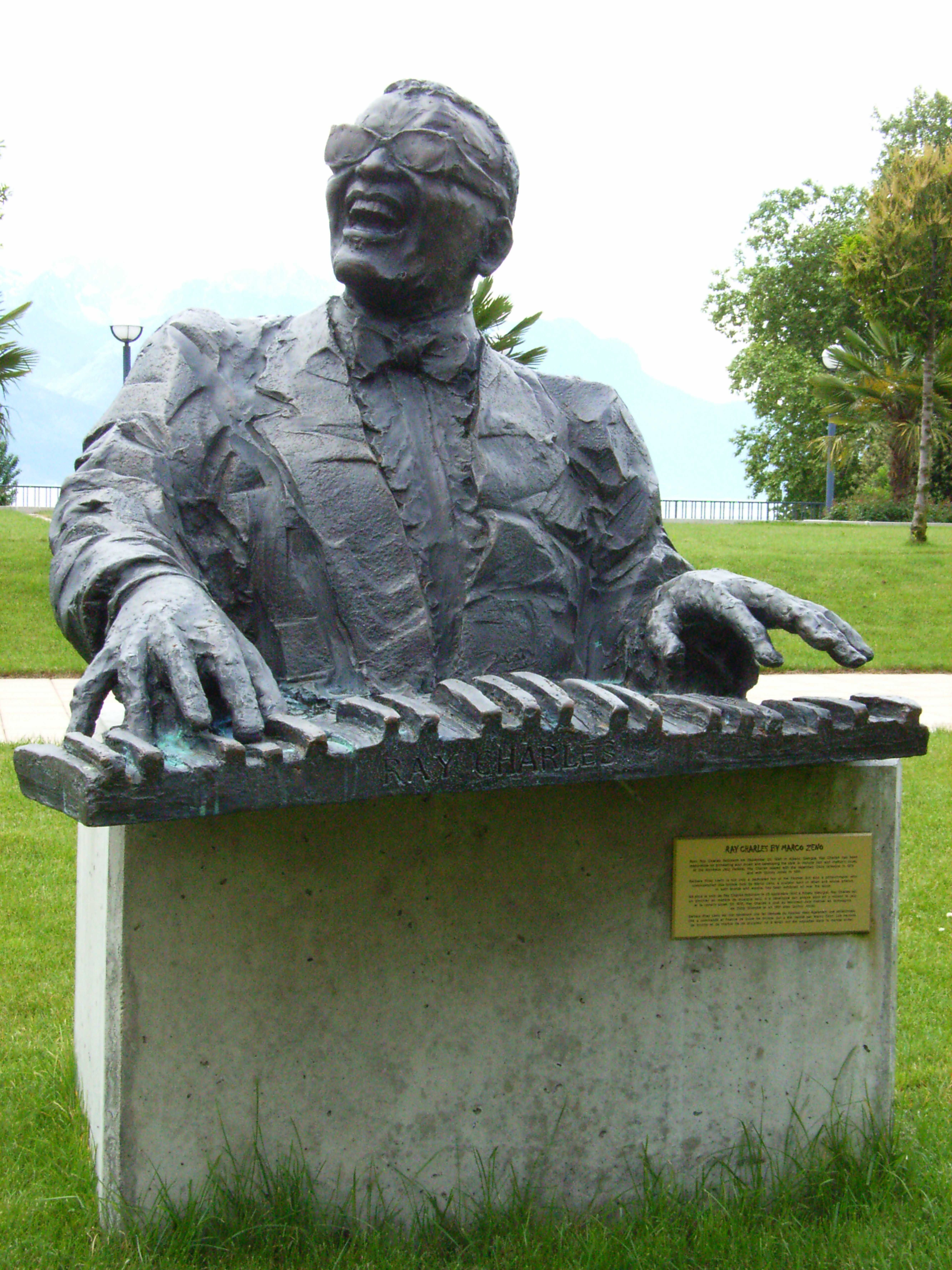
Monumento a Ray Charles en Montreux (Suiza)

En 1979, Ray Charles fue de los primeros músicos dentro del Salón de la fama de la Música en Georgia en ser reconocidos como originarios del estado; además, su versión de "Georgia On My Mind" fue declarada la canción oficial del estado. En 1981, se le otorgó una estrella en el Paseo de la Fama de Hollywood, además de ser uno de los primeros artistas en ser incluidos en Salón de la Fama del Rock and Roll en la ceremonia de inauguración (1986).También recibió el Kennedy Center Honors en 1986.
Charles ganó 17 premios Grammy de sus 37 nominaciones. En 1987 le fue otorgado el Premio Grammy a la carrera artística. En 1991, ingresó en la Rhythm & Blues Foundation y recibió el Premio George e Ira Gershwin a la Trayectoria Musical durante la UCLA Spring Sing de 1991[66]. 
En 1991, fue incluido en la Rhythm and Blues Foundation, además que se le otorgó un premio por su trayectoria por parte de la misma. En 1990, la Universidad del Sur de Florida le concedió el doctorado honoris causa en Bellas Artes. En 1993, recibió la medalla nacional de las artes. En 1998, fue galardonado con el Polar Music Prize, junto con Ravi Shankar, en Estocolmo (Suecia). En 2004 ingresó en el Salón Nacional de la Fama del Deporte y el Entretenimiento Negro. Los premios Grammy de 2005 estuvieron dedicados a su persona. 
En 2001, el Morehouse College honró a Charles con el premio Candle a toda una vida de logros en las artes y el espectáculo, y ese mismo año le concedió el doctorado honoris causa en Humanidades. Charles donó 2 millones de dólares al Morehouse «para financiar, educar e inspirar a la próxima generación de pioneros musicales». En 2003, la Universidad de Dillard le concedió un título honorífico y, a su muerte, donó una cátedra de historia culinaria afroamericana a la universidad, la primera de este tipo en el país.
El 22 de septiembre de 2004, Ray Charles fue homenajeado con un Doodle de Google en el que habría sido su 74 cumpleaños. Fue uno de los primeros Doodles por el cumpleaños de una persona.
La película biográfica Ray, la cual cuenta la vida de Charles entre 1930 y 1979, fue estrenada en 2004, con Jamie Foxx interpretando el papel protagónico de Charles. La cinta ganó dos premios Óscar en 2005, incluyendo la de mejor actor para Foxx y mejor sonido, y además fue nominada a mejor película. Desde entonces se han seguido publicando recopilatorios en CD e incluso se grabaron algunas canciones por el artista inéditas en el disco de la película. También se ha publicado su biografía, titulada Brother Ray, que narra toda su vida de la manera más cercana a la realidad posible.
En 2007, fue inaugurada la Plaza Ray Charles en su ciudad de nacimiento, Albany, Georgia, que tiene una estatua de bronce de Ray Charles con su piano. 
La revista Rolling Stone posicionó a Ray Charles en el décimo lugar en su lista de los 100 mejores artistas de todos los tiempos. En 2009 la revista publicó la lista de los 100 cantantes más grandes de la historia, los cuales fueron elegidos por cantantes y personas relacionadas con la música. Entre todos ellos Charles fue nombrado como mejor cantante masculino y como el segundo mejor cantante de todos los tiempos, solo superado por Aretha Franklin.
En 2010, se inauguró en Morehouse el Ray Charles Performing Arts Center and Music Academic Building, con una superficie de 7.100 m² y un presupuesto de 20 millones de dólares. El 23 de septiembre de 2013, el Servicio Postal de Estados Unidos emitió un sello permanente en honor a Charles, como parte de su serie Iconos Musicales. En 2015, Charles fue incluido en el Salón de la Fama de la Música Rhythm and Blues. En 2016, el presidente de Estados Unidos, Barack Obama, dijo: «La versión de Ray Charles de “America the Beautiful” siempre será, en mi opinión, la pieza musical más patriótica jamás interpretada».
En 2022, Charles fue incluido a título póstumo en el Salón de la Fama de la Música Country, siendo el tercer afroamericano en ser incluido después de Charley Pride (2000) y Deford Bailey (2005). También fue la decimotercera persona en entrar en los Salones de la Fama del Country y del Rock.

## Discografía

### Sencillos
| Año  | Canción                                                    | EUA | EUA R&B | R. U. |
| ---- | ---------------------------------------------------------- | --- | ------- | ----- |
| 1950 | "Confession Blues"                                         |     | 8       |       |
| 1951 | "Baby Let Me Hold Your Hand"                               |     | 5       |       |
| 1952 | "Kiss-A Me Baby"                                           |     |         |       |
| 1952 | "It Should Have Been Me"                                   |     |         |       |
| 1953 | "Mess Around"                                              |     | 3       |       |
| 1954 | "Sinner's Prayer"                                          |     |         |       |
| 1955 | "I Got a Woman"                                            |     | 1       |       |
| 1955 | "This Little Girl of Mine"                                 |     | 9       |       |
| 1955 | "Blackjack"                                                |     | 8       |       |
| 1955 | "Greenbacks"                                               |     | 5       |       |
| 1955 | "A Fool For You"                                           |     | 1       |       |
| 1956 | "Hallelujah I Love Her So"                                 |     | 5       |       |
| 1956 | "Mary Ann"                                                 |     | 1       |       |
| 1956 | "Lonely Avenue"                                            |     | 6       |       |
| 1956 | "Drown in My Own Tears"                                    |     | 1       |       |
| 1956 | "What Would I Do Without You"                              |     | 5       |       |
| 1957 | "Ain't That Love"                                          |     | 9       |       |
| 1957 | "Swanee River Rock"                                        | 34  | 14      |       |
| 1958 | "Rockhouse (Part 2)"                                       | 79  |         |       |
| 1959 | "Night Time Is the Right Time"                             | 95  | 5       |       |
| 1959 | "That's Enough"                                            |     | 19      |       |
| 1959 | "What'd I Say"                                             | 6   | 1       |       |
| 1959 | "I'm Movin' On"                                            | 40  | 11      |       |
| 1960 | "Come Rain Or Come Shine"                                  | 83  |         |       |
| 1960 | "Don't Let the Sun Catch You Cryin'"                       | 95  | 17      |       |
| 1960 | "Let the Good Times Roll"                                  | 78  |         |       |
| 1960 | "Just For a Thrill"                                        |     | 16      |       |
| 1960 | "Hardhearted Hannah"                                       | 55  |         |       |
| 1960 | "Ruby"                                                     | 28  | 10      |       |
| 1960 | "Georgia On My Mind"                                       | 1   | 3       | 24    |
| 1960 | "Sticks and Stones"                                        | 40  | 2       |       |
| 1960 | "Tell the Truth"                                           |     | 13      |       |
| 1961 | "Hit the Road Jack"                                        | 1   | 1       | 6     |
| 1961 | "I'm Gonna Move to the Outskirts of Town"                  | 84  | 25      |       |
| 1961 | "I've Got News For You"                                    | 66  | 8       |       |
| 1961 | "One Mint Julep"                                           | 8   | 1       |       |
| 1961 | "Them That Got"                                            | 58  | 10      |       |
| 1962 | "At The Club"                                              | 44  | 7       |       |
| 1962 | "Baby, It's Cold Outside" (with Betty Carter)              | 91  |         |       |
| 1962 | "Born to Lose"                                             | 41  |         |       |
| 1962 | "But On the Other Hand Baby"                               | 72  | 10      |       |
| 1962 | "Careless Love"                                            | 60  |         |       |
| 1962 | "Unchain My Heart"                                         | 9   | 1       |       |
| 1962 | "I Can't Stop Loving You"                                  | 1   | 1       | 1     |
| 1962 | "You Don't Know Me"                                        | 2   | 5       | 9     |
| 1962 | "Hide Nor Hair"                                            | 20  | 7       |       |
| 1962 | "You Are My Sunshine"                                      | 7   | 1       |       |
| 1962 | "Your Cheating Heart"                                      | 29  | 23      |       |
| 1963 | "Busted"                                                   | 4   | 3       |       |
| 1963 | "Take These Chains From My Heart"                          | 8   | 7       | 5     |
| 1963 | "Don't Set Me Free"                                        | 20  | 9       |       |
| 1963 | "No One"                                                   | 21  | 9       |       |
| 1963 | "Without Love (There Is Nothing)"                          | 29  | 15      |       |
| 1963 | "The Brightest Smile in Town"                              | 92  |         |       |
| 1964 | "Baby, Don't You Cry"                                      | 39  | 39      |       |
| 1964 | "Love Me With All Your Heart"                              | 3   |         |       |
| 1964 | "My Heart Cries For You"                                   | 38  | 38      |       |
| 1964 | "No One to Cry To"                                         | 55  | 55      |       |
| 1964 | "Smack Dab In the Middle"                                  | 52  | 52      |       |
| 1964 | "A Tear Fell"                                              | 50  | 50      |       |
| 1965 | "Cry"                                                      | 58  |         |       |
| 1965 | "I Got a Woman (Part One)"                                 | 79  |         |       |
| 1965 | "I'm a Fool to Care"                                       | 84  |         |       |
| 1965 | "Makin' Whoopee"                                           | 46  | 14      |       |
| 1965 | One More Time"                                             | 32  |         |       |
| 1966 | "Crying Time"                                              | 6   | 5       |       |
| 1966 | "I Chose to Sing the Blues"                                | 32  | 22      |       |
| 1966 | "Let's Go Get Stoned"                                      | 31  | 1       |       |
| 1966 | "I Don't Need No Doctor"                                   | 72  | 45      |       |
| 1966 | "Please Say You're Fooling"                                | 64  |         |       |
| 1966 | "Together Again"                                           | 19  | 10      |       |
| 1967 | "In the Heat of the Night"                                 | 33  | 21      |       |
| 1967 | "Yesterday"                                                | 25  | 9       |       |
| 1968 | "Come Rain Or Come Shine"                                  | 98  |         |       |
| 1968 | "Eleanor Rigby"                                            | 35  | 30      |       |
| 1968 | "Understanding"                                            | 46  | 13      |       |
| 1969 | "If It Wasn't For Bad Luck"                                | 77  | 21      |       |
| 1969 | "We Can Make It"                                           |     | 31      |       |
| 1970 | "If You Were Mine"                                         | 41  | 19      |       |
| 1971 | "Don't Change On Me"                                       | 36  | 13      |       |
| 1971 | "Feel So Bad"                                              | 68  | 16      |       |
| 1971 | "Booty Butt"                                               | 31  |         |       |
| 1972 | "Look What They've Done to My Song, Ma"                    | 65  | 25      |       |
| 1972 | "What Am I Living For"                                     | 54  |         |       |
| 1973 | "Come Live With Me"                                        | 82  | 30      |       |
| 1973 | "I Can Make It Thru The Days (But Oh Those Lonely Nights)" | 81  | 21      |       |
| 1975 | "Living For the City"                                      | 91  | 22      |       |
| 1976 | "America the Beautiful"                                    |     | 98      |       |
| 1978 | "I Can See Clearly Now"                                    |     | 35      |       |
| 1979 | "Just Because"                                             |     | 69      |       |
| 1983 | "3/4 Time"                                                 |     |         |       |
| 1983 | "Ain't Your Memory Got No Pride At All"                    |     |         |       |
| 1983 | "Born to Love Me"                                          |     |         |       |
| 1983 | "We Didn't See a Thing"                                    |     |         |       |
| 1984 | "Seven Spanish Angels" (with Willie Nelson)                |     |         |       |
| 1985 | "I Ain't Gotta Worry My Mind"                              |     |         |       |
| 1985 | "Two Old Cats Like Us"                                     |     |         |       |
| 1986 | "Dixie Moon"                                               |     |         |       |
| 1986 | "The Pages of My Mind"                                     |     |         |       |
| 1990 | "I'll Be Good To You" (with Quincy Jones & Chaka Khan)     | 18  | 1       |       |
| 1993 | "A Song For You"                                           |     | 57      |       |
| 2002 | "Mother"                                                   |     | 72      |       |
| 2005 | "Walkin' & Talkin'"                                        |     |         |       |
| 2005 | "You Don't Know Me" (with Diana Krall)                     |     |         |       |

### Álbumes

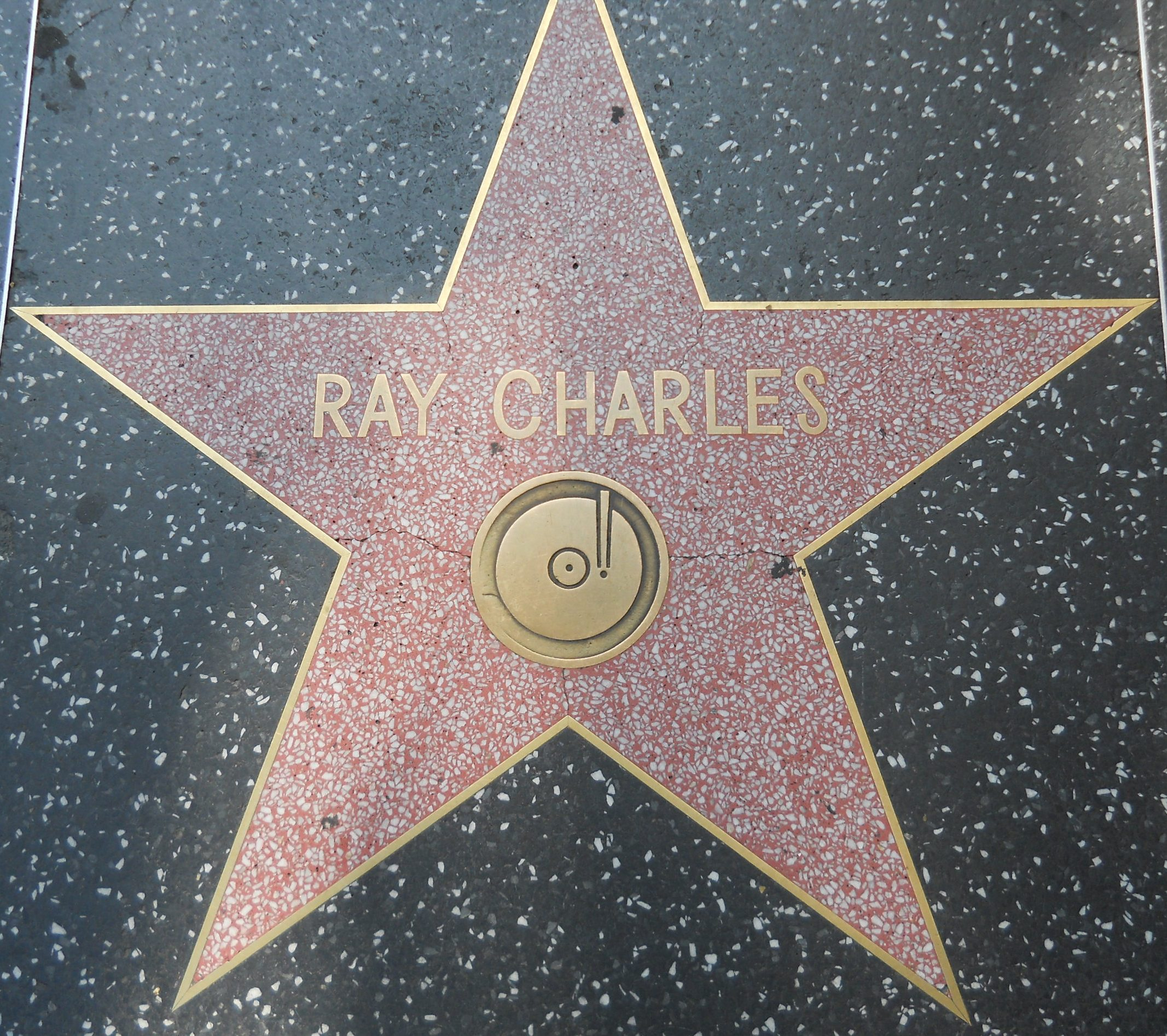
Estrella de Ray Charles en el Paseo de la Fama de Hollywood

- 1957:  Ray Charles (Álbum) (Oh, Halleluja I Love Her So)
- 1957: The Great Ray Charles
- 1957: Yes Indeed!
- 1958: Ray Charles at Newport
- 1958: Soul Brothers (con Milt Jackson)
- 1958: Soul Meeting (con Milt Jackson)
- 1959: What'd I Say
- 1959: The Genius of Ray Charles
- 1960: In Person
- 1960: Genius Hits the Road
- 1960: Dedicated to You
- 1961: Ray Charles and Betty Carter
- 1961: Genius + Soul = Jazz
- 1962: Modern Sounds in Country and Western Music
- 1962: Modern Sounds In Country and Western Music Volume Two
- 1963: Ingridients in a Recipe For Soul
- 1964: Sweet & Sour Tears
- 1964: Have A Smile With Me
- 1965: Live in Concert
- 1965: Together Again
- 1966: Crying Time
- 1966: Ray's Moods
- 1967: Invites You to Listen
- 1968: Portrait of Ray
- 1968: I'm All Yours Baby!
- 1969: Doing His Thing
- 1970: Love Country Style
- 1970: My Kind of Jazz
- 1971: Volcanic Action of My Soul
- 1972: A Message From the People
- 1972: Through the Eyes of Love
- 1972: Jazz Number II
- 1974: Come Live With Me
- 1975: Renaissance
- 1975: My Kind of Jazz, Part 3
- 1977: True to Life
- 1978: Love & Peace
- 1979: Ain't It So
- 1980: Brother Ray Is At It Again
- 1983: Wish You Were Here Tonight
- 1984: Do I Ever Cross Your Mind
- 1984: Friendship
- 1985: The Spirit of Christmas
- 1986: From the Pages of My Mind
- 1988: Just Between Us
- 1990: Would You Believe?
- 1993: My World
- 1996: Strong Love Affair
- 2002: Thanks For Bringing Love Around Again
- 2004: Genius Loves Company
- 2004: Genius & Friends

### Filmografía
- Swingin' Along (1961)
- Ballad in Blue (1964)
- The Big T.N.T Show (1966) (Documental)
- The Blues Brothers (1980)
- Limit Up (1989)
- Listen Up: The Lives of Quincy Jones (1990) (Documental)
- Love Affair (1994)
- Spy Hard (1996)
- The Extreme Adventures of Super Dave (2000)
- Blue's Big Musical Movie (2000)
- Ray (2004)

### Apariciones en televisión
- Who's the Boss?, capítulo «Hit the Road, Chad», como él mismo (1987)
- Moonlighting, episodio «A Trip to The Moon», como él mismo (1987)
- Wings, episodio «A decent Proposal», como él mismo (1994)
- The Nanny (1999) como Sammy.

## Premios
| Año  | Título                                              | Categoría                              | Género |
| ---- | --------------------------------------------------- | -------------------------------------- | ------ |
| 1960 | Let the Good Times Roll                             | Mejor actuación de R&B                 | R&B    |
| 1960 | Georgia On My Mind                                  | Mejor actuación masculina en solitario | Pop    |
| 1960 | The Genius of Ray Charles                           | Mejor álbum masculino                  | Pop    |
| 1961 | Georgia On My Mind                                  | Mejor canción masculina                | Pop    |
| 1961 | Hit the Road Jack                                   | Mejor grabación de R&B                 | R&B    |
| 1962 | I Can't Stop Loving You                             | Mejor grabación de R&B                 | R&B    |
| 1963 | Busted                                              | Mejor grabación de R&B                 | R&B    |
| 1966 | Crying Time                                         | Mejor actuación de R&B                 | R&B    |
| 1966 | Crying Time                                         | Mejor grabación de R&B                 | R&B    |
| 1975 | Living for the City                                 | Mejor actuación vocal masculina        | R&B    |
| 1990 | I'll Be Good to You (con Chaka Khan y Quincy Jones) | Mejor canción de dúo o grupo           | R&B    |
| 1993 | A Song for You                                      | Mejor actuación vocal masculina        | R&B    |
| 2004 | Heaven Help Us All (con Gladys Knight)              | Mejor actuación góspel                 | Góspel |
| 2004 | Genius Loves Company                                | Mejor álbum                            | Pop    |
| 2004 | Here We Go Again (con Norah Jones)                  | Grabación del año                      |        |
| 2004 | Here We Go Again (con Norah Jones)                  | Mejor colaboración                     | Pop    |
| 2004 | Genius Loves Company                                | Álbum del año                          | R&B    |